# Baron Riverdale

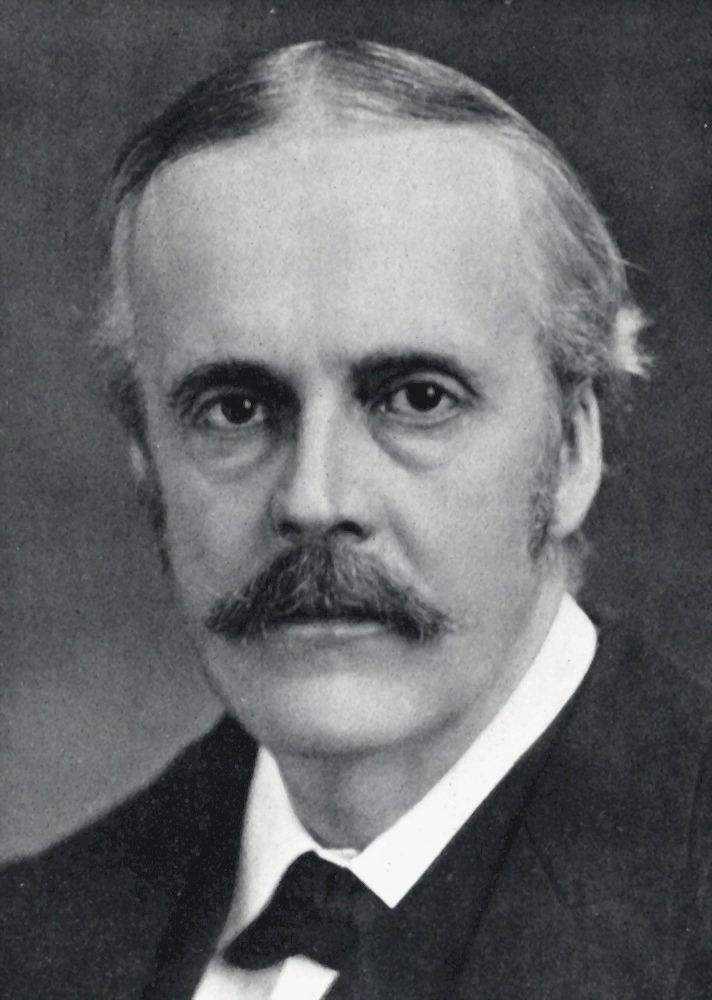
Arthur Balfour, 1. Baron Riverdale

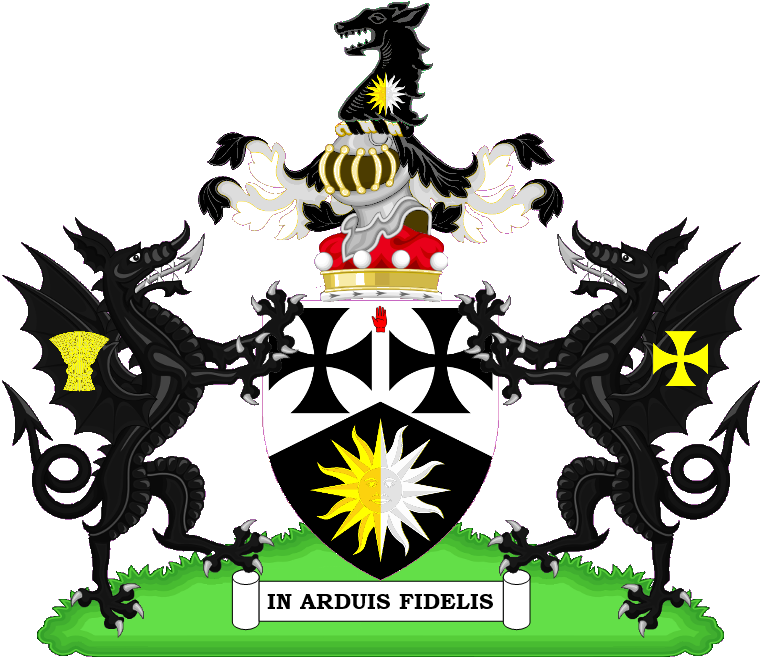
Wappen der Barone Riverdale

Baron Riverdale, of Sheffield in the County of York, ist ein erblicher britischer Adelstitel in der Peerage of the United Kingdom.

## Verleihung
Der Titel wurde am 27. Juni 1935 für den Industriellen Sir Arthur Balfour, 1. Baronet geschaffen. Bereits am 26. Juni 1929 war ihm in der Baronetage of the United Kingdom der Titel Baronet, of Sheffield in the County of York, verliehen worden.
Heutiger Titelinhaber ist seit 1998 sein Urenkel Anthony Balfour als 3. Baron.

## Liste der Barone Riverdale (1935)
- Arthur Balfour, 1. Baron Riverdale (1873–1957)
- Robert Balfour, 2. Baron Riverdale (1901–1998)
- Anthony Balfour, 3. Baron Riverdale (* 1960)

Titelerbe (Heir Presumptive) ist der Onkel des aktuellen Titelinhabers, Hon. David Balfour (* 1938).